# 本田太一
本田 太一（ほんだ たいち、英語: Taichi Honda、1998年8月2日 - ）は、日本の元フィギュアスケート選手（男子シングル）。京都府京都市伏見区出身。

## 人物
5人兄弟の2番目で、姉と3人の妹がいる。姉（長女）は一般人だが、長妹（次女）の真凜、次妹（三女）の望結、三妹（四女）の紗来は、揃ってフィギュアスケートの選手である。
なお真凜・望結・紗来の妹三人は、タレント・モデル・YouTuberとしても活動中で、さらに望結と紗来の二人は、かつて子役の女優業もこなしていた。

## 技術
アクセルを含めた6種類すべての3回転ジャンプを跳ぶことができる。本田を指導する田村岳斗コーチは「太一のジャンプは頂点に上がるまでにスピードがあって見応えがある」と評している。

## 経歴
5歳の時に、家族と一緒に京都醍醐のスケートリンクに遊びに行ったことがきっかけで、妹の真凜（次女）と共にスケートを習い始め、後に生まれた望結（三女）と紗来（四女）も太一と真凛の影響を受けてスケートの世界に入った。しかし、太一より3歳上の長女（当時8歳）は年齢的にスケートを始めるには遅いと言われたため、長女だけはスケートの世界に入ることができなかったという。
最初はアイスホッケーから始めていたが、濱田美栄コーチに師事することになった際に、後から始めたフィギュアスケートに専念することを決めた。
2012-13シーズン、日本スケート連盟の強化指定を受ける。2012年アジアフィギュア杯のジュニアクラスで2位入賞。ISUジュニアグランプリシリーズに初参戦しJGPレークプラシッドで7位、続くJGPボスポラスで10位となる。全日本ジュニア選手権で6位となる。初出場となった全日本選手権で14位となり、新人賞を受賞する。2013年トリグラフ杯のジュニアクラスで2位に入る。
2013-14シーズン、JGPミンスクで10位となる。全日本ジュニア選手権では4位に入り、2年連続の出場となった全日本選手権では15位となる。2014年プランタン杯のジュニアクラスでは3位に入る。
2014-15シーズン、2014年アジアフィギュア杯で3位に入る。JGPチェコスケートでは12位に終わる。
2015-16シーズン、JGPオーストリア杯で17位となり、全日本ジュニア選手権では10位となる。
2019-2020シーズン、第92回日本学生氷上競技選手権大会の男子7,8級クラスで3位となった。
大学4年生だった2020-2021シーズンを最後に、現役を引退。関西大学経済学部を卒業後、日本M&Aセンターに就職。調剤薬局業界を専門としたM&Aコンサルタントをしている。

## 主な戦績
| 大会/年              | 2012-13 | 2013-14 | 2014-15 | 2015-16 | 2016-17 | 2017-18 | 2018-19 | 2019-20 | 2020-21 |
| -------------------- | ------- | ------- | ------- | ------- | ------- | ------- | ------- | ------- | ------- |
| 全日本選手権         | 14      | 15      |         |         | 12      | 15      | 25      | 22      | 19      |
| 全日本Jr.選手権      | 6       | 4       |         | 10      |         |         |         |         |         |
| JGPオーストリア杯    |         |         |         | 17      |         |         |         |         |         |
| JGPチェコスケート    |         |         | 12      |         |         |         |         |         |         |
| JGPミンスク          |         | 10      |         |         |         |         |         |         |         |
| JGPボスポラス        | 10      |         |         |         |         |         |         |         |         |
| JGPレークプラシッド  | 7       |         |         |         |         |         |         |         |         |
| アジアフィギュア杯   | 2 J     |         | 3 J     |         |         |         |         |         |         |
| プランタン杯         |         | 3 J     |         |         |         |         |         |         |         |
| トリグラフトロフィー | 2 J     |         |         |         |         |         |         |         |         |

- J - ジュニアクラス

### 詳細
| 2020-2021 シーズン    |                                              |          |           |           |
| 開催日                | 大会名                                       | SP       | FS        | 結果      |
| 2020年12月24日 - 27日 | 第89回全日本フィギュアスケート選手権（長野） | 12 67.86 | 22 110.01 | 19 177.87 |

| 2018-2019 シーズン    |                                              |          |           |           |
| 開催日                | 大会名                                       | SP       | FS        | 結果      |
| 2019年12月19日 - 22日 | 第88回全日本フィギュアスケート選手権（東京） | 20 61.22 | 21 111.86 | 22 173.68 |

| 2018-2019 シーズン    |                                              |          |    |      |
| 開催日                | 大会名                                       | SP       | FS | 結果 |
| 2018年12月20日 - 24日 | 第87回全日本フィギュアスケート選手権（門真） | 25 55.56 | -  | 25   |

| 2017-2018 シーズン    |                                              |          |           |           |
| 開催日                | 大会名                                       | SP       | FS        | 結果      |
| 2017年12月20日 - 24日 | 第86回全日本フィギュアスケート選手権（調布） | 18 59.75 | 12 133.12 | 15 192.87 |

| 2016-2017 シーズン    |                                              |         |           |           |
| 開催日                | 大会名                                       | SP      | FS        | 結果      |
| 2016年12月22日 - 25日 | 第85回全日本フィギュアスケート選手権（門真） | 9 63.87 | 16 115.97 | 12 179.84 |

| 2015-2016 シーズン    |                                                            |          |          |           |
| 開催日                | 大会名                                                     | SP       | FS       | 結果      |
| 2015年11月21日 - 23日 | 第84回全日本フィギュアスケートジュニア選手権（ひたちなか） | 7 55.98  | 5 114.23 | 10 154.67 |
| 2015年9月9日 - 12日   | ISUジュニアグランプリ オーストリア杯（リンツ）             | 14 49.34 | 14 98.08 | 17 139.42 |

| 2014-2015 シーズン  |                                                      |          |          |           |
| 開催日              | 大会名                                               | SP       | FS       | 結果      |
| 2014年9月3日 - 6日  | ISUジュニアグランプリ チェコスケート（オストラヴァ） | 11 48.25 | 13 88.57 | 10 136.82 |
| 2014年8月6日 - 10日 | 2014年アジアフィギュア杯 ジュニアクラス（台北）      | 4 43.79  | 2 95.88  | 3 139.67  |

| 2013-2014 シーズン    |                                                        |          |           |           |
| 開催日                | 大会名                                                 | SP       | FS        | 結果      |
| 2014年3月14日 - 16日  | 2014年プランタン杯 ジュニアクラス（ルクセンブルク市）  | 3 49.71  | 3 101.97  | 3 151.68  |
| 2013年12月20日 - 23日 | 第82回全日本フィギュアスケート選手権（さいたま）       | 15 59.34 | 15 111.13 | 15 170.47 |
| 2013年11月22日 - 24日 | 第82回全日本フィギュアスケートジュニア選手権（名古屋） | 13 45.81 | 2 104.24  | 4 150.05  |
| 2013年9月25日 - 28日  | ISUジュニアグランプリ ミンスク（ミンスク）             | 9 50.42  | 10 95.17  | 10 145.59 |

| 2012-2013 シーズン     |                                                            |          |           |           |
| 開催日                 | 大会名                                                     | SP       | FS        | 結果      |
| 2013年3月27日 - 31日   | 2013年トリグラフトロフィー ジュニアクラス（ブレッド）      | 2 51.11  | 2 102.40  | 2 153.51  |
| 2012年12月20日 - 23日  | 第81回全日本フィギュアスケート選手権（札幌）               | 15 55.58 | 14 110.20 | 14 165.78 |
| 2012年11月17日 - 18日  | 第81回全日本フィギュアスケートジュニア選手権（西東京）     | 6 51.57  | 6 104.19  | 6 155.76  |
| 2012年9月19日 - 23日   | ISUジュニアグランプリ ボスポラス（イスタンブール）         | 8 51.78  | 11 88.59  | 10 140.27 |
| 2012年8月29日 - 9月2日 | ISUジュニアグランプリ レークプラシッド（レークプラシッド） | 6 52.41  | 6 102.24  | 7 154.65  |
| 2012年8月7日 - 12日    | 2012年アジアフィギュア杯 ジュニアクラス（台北）            | 2 52.96  | 2 92.15   | 2 145.11  |

## プログラム使用曲
| シーズン  | SP                                                                                 | FS                                                                                 |
| --------- | ---------------------------------------------------------------------------------- | ---------------------------------------------------------------------------------- |
| 2020-2021 | Ancient Lands 曲：ローナン・ハーディマン                                           | 映画『ショーシャンクの空に』より                                                   |
| 2019-2020 | I Put A Spell on You ボーカル：ガルー 振付：ジェフリー・バトル                     | 映画『フォレスト・ガンプ』より 振付：ジェフリー・バトル                            |
| 2018-2019 | I Put A Spell on You ボーカル：ガルー 振付：ジェフリー・バトル                     | アンタッチャブル 振付：ナディア・カナエワ                                          |
| 2017-2018 | マンボメドレー 振付：キャシー・リード                                              | ミュージカル『ラ・マンチャの男』より 振付：キャシー・リード                        |
| 2016-2017 | コットンアイジョー 振付：キャシー・リード                                          | ミュージカル『ラ・マンチャの男』より 振付：キャシー・リード                        |
| 2015-2016 | 映画『アーティスト』より 作曲：ルドヴィック・ブールス 振付：ジェイミー・アイズレー | 歌劇『セビリアの理髪師』より 作曲：ジョアキーノ・ロッシーニ 振付：トム・ディクソン |
| 2014-2015 | 映画『アーティスト』より 作曲：ルドヴィック・ブールス 振付：ジェイミー・アイズレー | 歌劇『セビリアの理髪師』より 作曲：ジョアキーノ・ロッシーニ 振付：トム・ディクソン |
| 2013-2014 | ライモンダ 作曲：アレクサンドル・グラズノフ                                        | 映画『海の上のピアニスト』より 作曲：エンニオ・モリコーネ                          |
| 2012-2013 | ヘルナンドス・ハイダウェイ 作曲：フランク・プゥルセル                              | 映画『カサブランカ』より 作曲：マックス・スタイナー                                |